# Selçuk Şekerci
Selçuk Şekerci (* 19. Mai 1984 in Istanbul) ist ein türkischer Beachvolleyballspieler.

## Karriere
Şekerci bildete von 2010 bis 2012 ein Duo mit Volkan Göğtepe. Nach einigen vorderen Plätzen bei Satellite-Turnieren traten die beiden Türken bei der Europameisterschaft in Berlin an. Dort schieden sie wegen des verlorenen direkten Vergleichs mit den vor ihnen platzierten Letten nach der Vorrunde aus. Nachdem sie 2011 auch diverse Grand Slams absolviert hatten, kamen sie im August bei der EM in Kristiansand nicht über die Vorrunde hinaus. 2013 und Anfang 2014 spielte Şekerci mit Murat Giginoğlu und seit Ende 2014 mit  Hasan Hüseyin Mermer.